# 鳥飼大橋
鳥飼大橋（）は、大阪府守口市大日町と摂津市鳥飼西の間の淀川に架かる橋。道路橋2本（大阪府道2号大阪中央環状線）とモノレール橋（大阪モノレール本線）、高速道路橋（近畿自動車道）の計4本が架かる。

## 概要

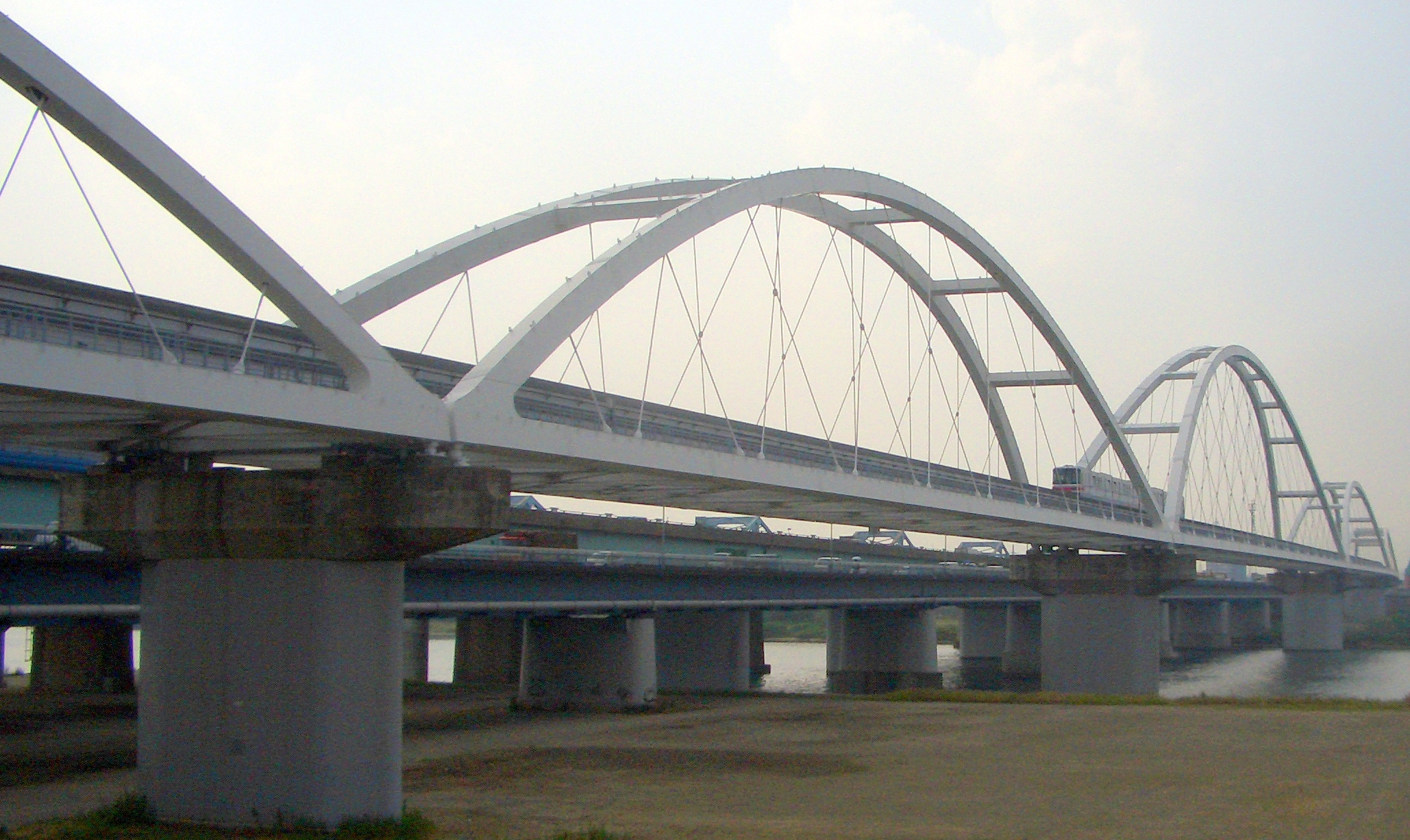
鳥飼大橋 上流側から

近畿道摂津南ICや国道1号、さらには阪神高速12号守口線が接続し交通の集中地点である。そのためにかねてから交通渋滞が発生しやすく、道路交通情報で「摂津の鳥飼和道（とりかいわどう：橋の摂津市側の町名および交差点名）で○キロメートル」という言葉はよく聞かれた（淀川を自動車が渡ることができる橋は、東隣に鳥飼仁和寺大橋有料道路、西隣に豊里大橋があるが、どちらも鳥飼大橋からは2キロメートルから3キロメートルほど離れているために迂回には不便）。しかし後述する新橋が供用を開始してからは車線が増加したため、この渋滞は幾分緩和されている。
西側（下流側）から、北行道路橋（新橋）、北行道路橋（旧橋）、高速道路橋、南行道路橋（新鳥飼大橋）、モノレール橋と並んでいる。
1954年（昭和29年）に竣工した、橋長550メートルの北行道路橋（旧橋）（ゲルバートラス橋）については老朽化が著しく、2010年（平成22年）2月27日（土）早朝に新橋の車道部分3車線が暫定供用開始された。さらに旧橋の撤去後、新橋の拡幅が行われ、2021年（令和3年）2月に完工し、車道3車線＋歩道での全面供用となった。

### ゲルバートラス橋

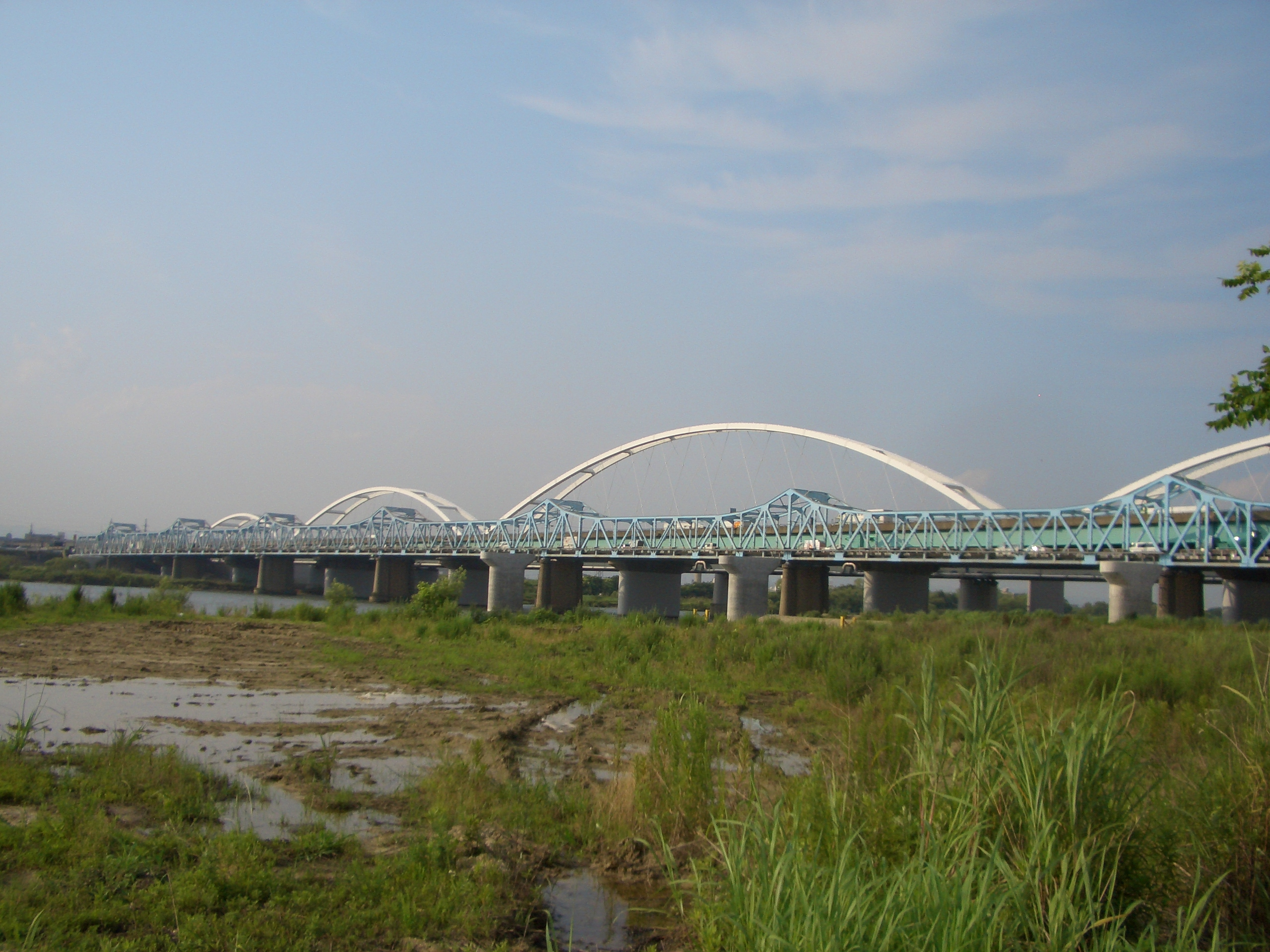
下流側から見た鳥飼大橋（2006年）
一番手前にゲルバートラス橋が架かっている

2010年（平成22年）2月26日まで大阪府道2号大阪中央環状線の一部（北行き一方通行2車線）として使用されていたこの橋は、1954年（昭和29年）11月1日に全国初の有料橋として開通したものである。
当初、大阪中央環状線建設の一環として、1942年（昭和17年）に木造の仮橋の建設が着工された。戦時中のため、建設資材不足にも見舞われたが、1948年（昭和23年）3月に開通した。しかし、木造ゆえに水害などによる破損を繰り返し、また車両の通行による振動も激しく、荷重・速度制限が設定されることになった。
永久橋の設置が待ち望まれていたが、1952年（昭和27年）に道路整備特別措置法(旧法)が施行されたのを受け、同年9月に有料橋として起工され、建設期間2年2ヶ月、工費3億3000万円（当時）をかけ、全長540メートル、全幅7.5メートル、ゲルバートラス型、8基の橋脚と2基の橋台を擁する橋梁が竣工した。
管理は日本道路公団によってなされ（同公団にとって初の有料橋であった）、淀川左岸に料金所が設けられた。建設した大阪府は、国より借り受けた事業費3億3000万円および維持管理費の全額を1970年（昭和45年）までに償還する計画を立てたが、償還前に買い取り、1964年（昭和39年）3月16日に無料開放した。
| 普通自動車     | 普通自動車     | 100円 |
| 小型自動車     | 小型自動車     | 70円  |
| 軽自動車       | 軽自動車       | 30円  |
| 特殊自動車     | 特殊自動車     | 250円 |
| 乗合           | 定期           | 150円 |
| 乗合           | その他         | 250円 |
| 原動機付自転車 | 原動機付自転車 | 20円  |

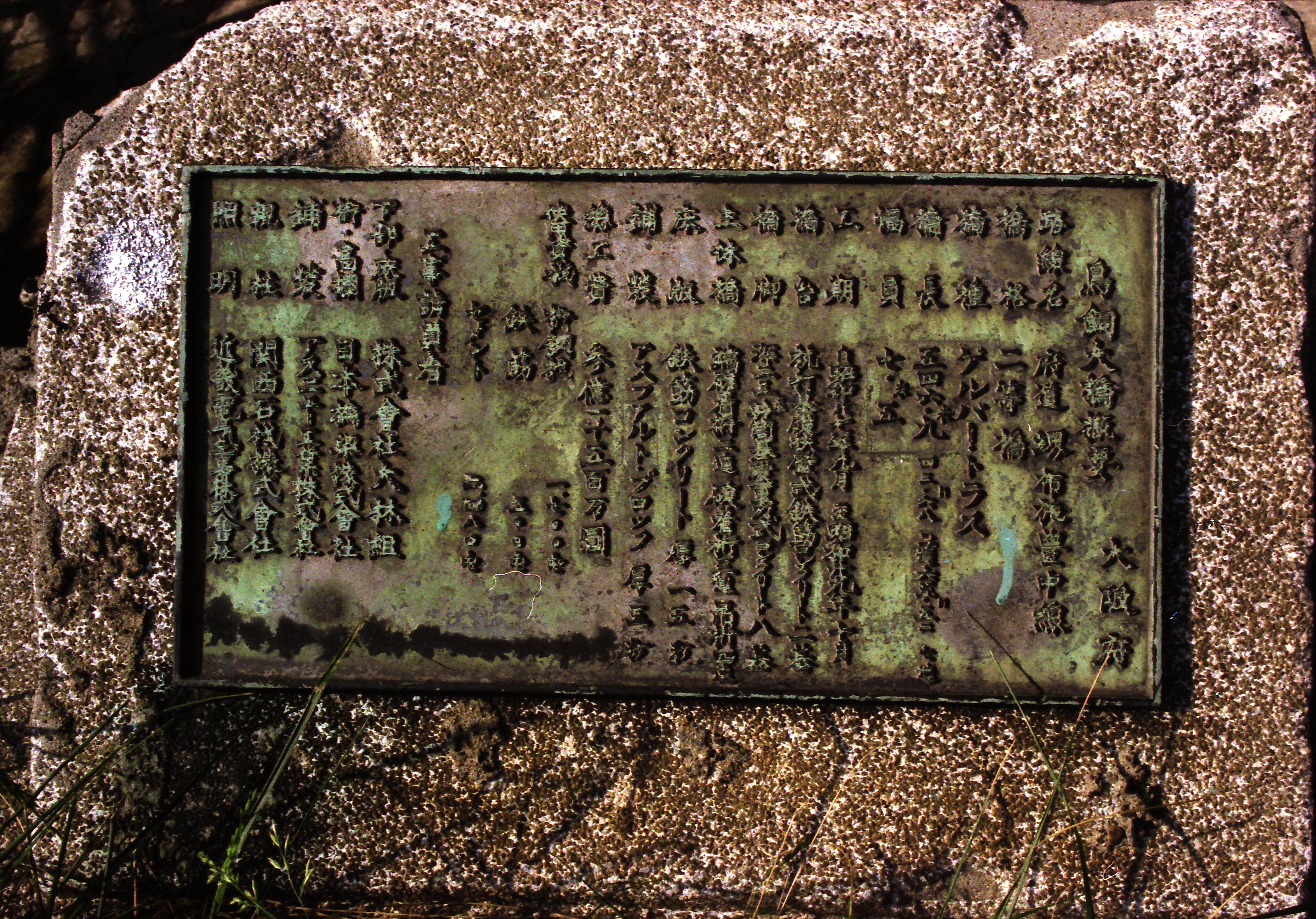
旧鳥飼大橋　橋歴板　守口市側の土手付近

開通当初は往復2車線の対面通行であったが、無料開放後の1965年（昭和40年）に上流側に新たな道路橋（南行き一方通行2車線）が完成したため、北行き一方通行となった。
その後の交通量の増大による著しい老朽化の影響から、架け替えの数年前からは荷重（20トン）・速度制限（40キロメートル毎時）が設定されていた。

## 位置情報
北緯34度45分30.00秒 東経135度34分22.75秒 / 北緯34.7583333度 東経135.5729861度座標: 北緯34度45分30.00秒 東経135度34分22.75秒 / 北緯34.7583333度 東経135.5729861度